# Gaina
Gaina Co., Ltd. (株式会社ガイナ?, Kabushiki-gaisha Gaina), precedentemente conosciuta come Fukushima Gainax (福島ガイナックス?, Fukushima Gainakkusu), è uno studio di animazione giapponese la cui società madre è la Kinoshita Group.

## Storia
Nel 2015, Gainax istituì una nuova società gestionale per dirigere uno studio ed un museo a Miharu e portare all'estero lavori di outsourcing. L'obiettivo e la posizione sono studiati per favorire il turismo nella regione a causa del Disastro di Fukushima Dai-ichi avvenuto nel 2011. Nel dicembre del 2015, Fukushima Gainax e Gainax sono diventate delle società una indipendenti dall'altra ad eccezione del nome Gainax, in cui l'azienda ha poi concentrato i propri progetti.
Nel settembre del 2016, la società ha aperto una nuova filiale a Tokyo. Nell'agosto 2018, ha trasferito la sua sede centrale nella sua filiale a Tokyo, facendola diventare l'azienda principale, e passato il controllo del museo di Fukushima alla sua nuova società chiamata Fukushima Gaina. Il 20 agosto è stato annunciato che il gruppo Kinoshita aveva acquisito la società, e che la stessa aveva cambiato il proprio nome in Gaina insieme alla nuova società madre che pianifica, ancora oggi, di rendere la sua nuova sussidiaria un pilastro della propria produzione di anime al fine di espandere la propria attività.

## Opere

### Serie TV
- Il piano nella foresta (2018–2019)[3][4]
- Aihime Megohime (2019)[5]
- Hulaing Babies (2019)[6][7][8]
- Goldrake U (2024)[9]
- Baban Baban Ban Vampire (2025)
- Rescue Academia (in programma)[10][11]

### ONA
- Bridge for Future (2015)[12]
- Masamune Datenicle (2016–presente)[13]
- Omoi no Kakera (2016)[14]
- Miharu no Amigo (2016)[15]
- Kumo no Kanata (2017)[16]
- Jinriki Senkan!? Shiokaze Sawakaze (2017)
- Tabechattate Ii no ni na! (2018)

### Film
- Uru in Blue (in programma)[11]
- Akubi o Suru ni wa Wake ga Aru (in programma)[11]
- Gunbuster 3 (in programma)[11]